# Luisa Calderon

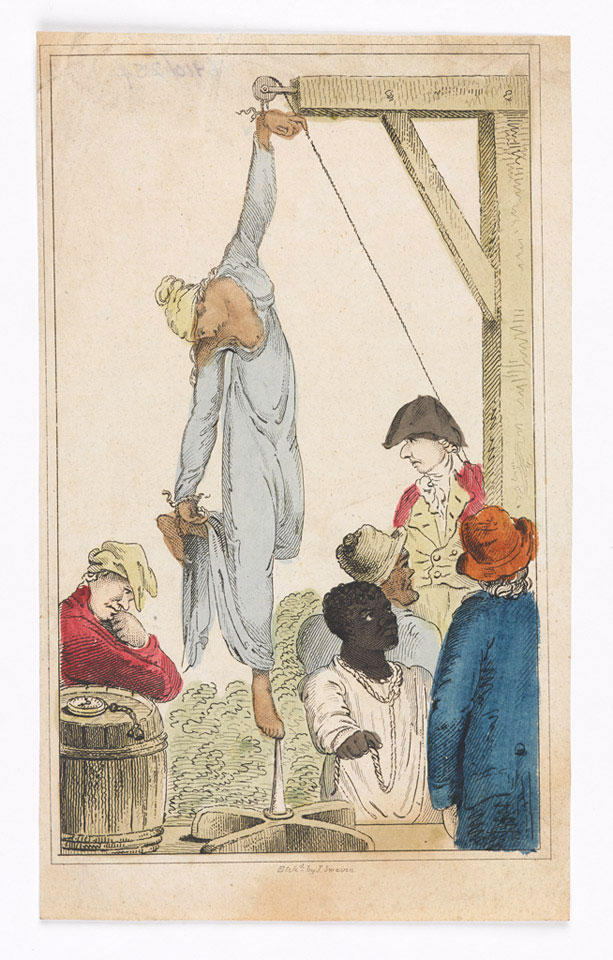
Luisa Calderón, 1806, J Swaine

Luisa Calderon, nach vereinzelten Quellen auch Maria Luisa Calderon oder Louisa Calderon (* vermutlich 1787; † nach 1808), war eine trinidadische Hausangestellte, die in die bedeutendste politische Affäre Trinidads im frühen 19. Jahrhundert verwickelt war und mittelbar den Sturz von Gouverneur Thomas Picton verursachte.

## Leben
Luisa Calderon stammte aus ärmlichen Verhältnissen. Sie war die jüngste von drei Töchtern der aus der Sklaverei entlassenen, aus der spanischen Provinz Venezuela stammenden Mulattin Maria Calderon. Der Nachname Calderon geht zurück auf die Person, die ihre Mutter aus der Sklaverei freigekauft hatte; der ursprüngliche Nachname von Mutter und Tochter war der des damaligen Eigentümers der Mutter, Nuñez. Trinidad war seit 1797 britische Kolonie, Calderon sprach aber ausschließlich Spanisch, was zu dieser Zeit jedoch noch Umgangssprache auf Trinidad war. Seit etwa Juli 1799, mit damals 12 oder 13 Jahren, war sie die Haushälterin von Pedro Ruiz, einem in Port of Spain lebenden, ursprünglich aus Venezuela stammenden Viehhändler, und lebte in dessen Haus, das sich an der Plaza de la Marina (dem heutigen Independence Square) in unmittelbarer Nachbarschaft des Gouverneurssitzes befand. Calderons Mutter sagte später aus, dass Luisa auch Ruiz’ Mätresse gewesen sei und dass er ihr die Ehe versprochen habe. Das Mätressentum wurde von Ruiz bestätigt.

## Der Fall Luisa Calderon
Am 7. Dezember 1801 kehrte Pedro Ruiz von einer Reise nach St. Joseph zurück. Zu Hause stellte er fest, dass eine Truhe, in der er Wertsachen aufbewahrte, aufgebrochen war; 2000 Dollar in Hartgeld sowie Goldschmuck fehlten, außerdem waren einige Bretter der Außenwand zu einer angrenzenden Gasse herausgebrochen worden. Er meldete den Diebstahl bei Gouverneur Picton und beschuldigte seine Haushälterin Calderon sowie einen Mann namens Carlos Gonzales, den er verdächtigte, eine Affäre mit Calderon zu haben. Das Mädchen wurde Picton in dessen Dienstvilla vorgeführt; der Gouverneur ließ die zu dem Zeitpunkt 14-Jährige, ihre Mutter und Gonzales verhaften und ins Gefängnis von Port of Spain werfen. Anschließend übergab er den Fall dem zuständigen Friedensrichter Hilaire Bégorrat.
Zu diesem Zeitpunkt galt in der britischen Kolonie Trinidad theoretisch britisches Recht. Da die Insel aber erst 1797 von den Spaniern erobert worden war und die Briten eine deutliche Minderheit der Bevölkerung stellten (1803 lag der Anteil an der freien Gesamtbevölkerung bei 12 %), wurde in der Praxis mit Duldung der Kolonialmacht spanisches Recht angewandt. Wegen der großen Entfernung zum ehemaligen spanischen Mutterland waren einige Rechtsgrundsätze und rechtliche Verfahrensweisen zudem an die Bedürfnisse einer entlegenen Kolonie angepasst worden, was aber reines Gewohnheitsrecht darstellte und gegenüber der jeweiligen Kolonialmacht keine Bindungskraft hatte, sondern lediglich von der Gesellschaft Trinidads akzeptiert wurde. Im Großbritannien des Jahres 1801 fand der Abolitionismus immer mehr Zuspruch, während die Wirtschaft der Kolonie Trinidad auf der Ausbeutung von Sklaven in der Landwirtschaft basierte. Gouverneur Picton war Befürworter der Sklaverei. Noch unter dem Eindruck der Haitianischen Revolution fuhr er ein hartes Regime gegen aufsässige und vermeintlich aufsässige Sklaven; Folterungen und Hinrichtungen waren an der Tagesordnung, das Gefängnis von Port of Spain galt unter Sklaven als Manifestation der Hölle.

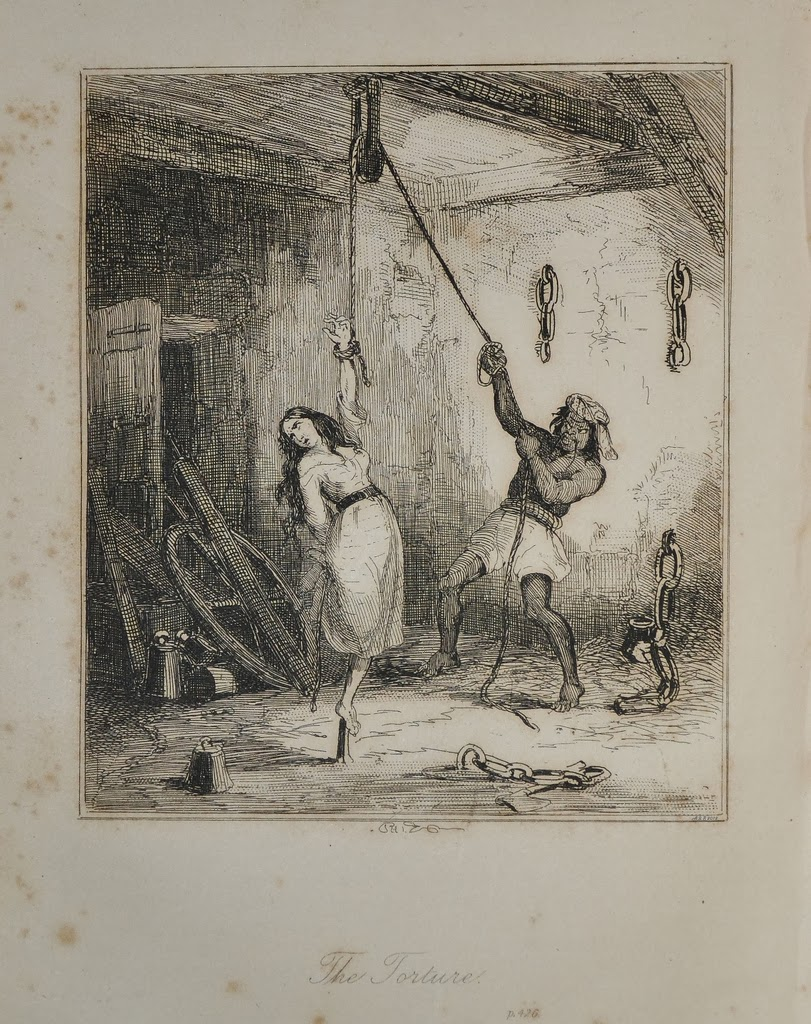
Die Folterung der Luisa Calderon (Zeichnung von 1806)

Calderon war nicht geständig. Bégorrat setzte am 22. Dezember 1801 einen Befehl für eine Peinliche Befragung auf, den Picton unterzeichnete. Am Abend des folgenden Tages ließ Bégorrat im Gefängnis an Calderon eine selbst für trinidadische Verhältnisse ungewöhnlich harte Folter namens „Piquet“ vornehmen, die er als Disziplinierungsinstrument in Martinique kennengelernt hatte und die in Europa schon seit Jahrzehnten nicht mehr praktiziert wurde: Calderons linker Fuß wurde an ihr rechtes Handgelenk gebunden. Sie wurde am linken Handgelenk aufgehängt und ruhte mit dem rechten Fuß auf einem abgerundeten, dünnen, in den Boden gerammten Pfahl, auf dem so ihr gesamtes Gewicht ruhte. Der Schmerz im Fuß war beträchtlich und konnte nur durch die ebenfalls schmerzhafte Verlagerung des Gewichts auf das hochgebundene Handgelenk verlagert werden. Neben Bégorrat waren fünf Beamte und Gehilfen, darunter der Gerichtsschreiber, als Zeugen anwesend. Calderon legte ein Teilgeständnis ab, mit dem sie Gonzales belastete, eine eigene Tatbeteiligung aber bestritt. Am nächsten Tag, Heiligabend, folgte eine ähnliche Folter, die ohne Geständnis abgebrochen werden musste, da Calderon mehrfach in Ohnmacht fiel. Folterung war zu diesem Zeitpunkt nach britischem Recht illegal, nach spanischem Recht aber ab 14 Jahren unter bestimmten Umständen erlaubt und auf Trinidad ohnehin gängige Praxis. Unmittelbare Konsequenzen ergaben sich aus dem Geschehen nicht – Calderon verweigerte auch unter der Folter ein verwertbares Geständnis, und als Gouverneur war Picton auf Trinidad selbst kaum Restriktionen unterworfen. Er hatte sich im Laufe der Jahre aber Feinde unter denjenigen Bewohnern britischer Herkunft gemacht, die den vergleichsweise humanistischen, teils jakobinischen Idealen ihres Heimatlandes nachhingen. Diese Opposition verschaffte sich Gehör in London, bis dort im Juli 1802 durch das zuständige Ministerium entschieden wurde, an Stelle des Gouverneurspostens ein dreiköpfiges Kommissariat einzurichten. Als Erster Kommissar und zuständig für die Zivilverwaltung wurde William Fullarton ernannt. Picton sollte Zweiter Kommissar und zuständig für militärische Angelegenheiten an Land sein; Samuel Hood wurde zum Dritten Kommissar und für zuständig für die Marine benannt. Im August 1802 wurde Calderon auf Pictons Anweisung hin nach achtmonatiger Haft freigelassen, wobei sich Picton weiterhin von ihrer Täterschaft überzeugt zeigte; sie habe „durch die lange Haft ihre Schuld verbüßt“. Im Januar 1803 traf Fullarton, ein erklärter Gegner der Sklaverei, in Port of Spain ein und geriet binnen weniger Tage derart mit Picton aneinander, dass eine lebenslange Feindschaft entstand, im Rahmen derer Fullarton den Fall Calderon instrumentalisierte.
Fullarton sammelte Beweismaterial für eine Anklage gegen Picton und beschloss nach kurzer Zeit, sich auf den aussichtsreichsten Fall, den der Folterung von Luisa Calderon, zu konzentrieren. Sein Handlanger ließ eine gefälschte Geburtsurkunde erstellen, die Calderon zwei Jahre jünger machte, und schwor ihre Mutter auf das neue Geburtsjahr ein. Das Gericht in London, das Fullarton angeschrieben hatte, bat um Zeugen. Unter der Aussicht, ihre Lebenshaltungskosten in London von der britischen Regierung gestellt zu bekommen, erklärten sich fast alle direkt am Fall beteiligten Personen bereit, mit Fullarton nach Großbritannien zu reisen: Luisa Calderon selbst, aber auch die fünf Beamten und Gehilfen, die bei der Folterung zugegen waren. Im Juli 1803 reisten Fullarton, Opfer und Täter gemeinsam nach Großbritannien, zunächst nach Glasgow, in dessen Nähe der Tross zunächst ein paar Tage auf Fullartons Anwesen in Ayrshire verbrachte. Calderon war dort als Farbige mit ihrem traditionellen Turban aus Musselin eine auffällige, exotische Erscheinung; zeitgenössische Berichte beschreiben sie als „Kreolin mit interessantem Antlitz, von vornehmer Erscheinung (und) schlank und anmutig“. Einige Tage später reiste der Tross nach London ab, wo Fullarton Anklage wegen illegaler Folterung einer freien Schwarzen unter 14 Jahren erhob. Picton landete im Oktober des gleichen Jahres und fand sich im Mittelpunkt des öffentlichen Interesses; Zeitungen betitelten ihn als den „blutbefleckten Gouverneur von Trinidad“. Zwar war Picton zu diesem Zeitpunkt noch wenig bekannt, aber die gegen ihn erhobenen Vorwürfe passten in die durch den Diskurs über die Sklaverei geprägte Zeit, Geschichten aus den Kolonien haftete eine Aura von rauer Exotik an, und die während des Prozesses in London anwesende und regelmäßig durch die Stadt flanierende Luisa Calderon wurde zu einem beliebten Objekt der Berichterstattung der Boulevardmedien. Porträtbilder von Calderon wurden auf den Straßen Londons verkauft. Auch negative Gerüchte wurden kolportiert, blieben aber unbelegt: Sie hätte Fullarton in Schottland ein Kind geboren und sei eine Prostituierte. Anfang Dezember 1803 wurde Picton verhaftet und gegen Zahlung einer sehr hohen Kaution wieder entlassen. Das Verfahren zog sich hin. Das Gericht forderte zusätzliche Unterlagen aus Trinidad an und ordnete die Vernehmung weiterer Zeugen vor Ort an. Eine einfache Fahrt zwischen Trinidad und London dauerte zwei Monate, so dass jede Kommunikation Verzögerungen mit sich brachte. Auf Trinidad waren Freunde Pictons und Freunde Fullartons damit beschäftigt, in ihrem jeweiligen Sinne Dokumente zu fälschen und Zeugen zu beeinflussen. Im Dezember 1804 begannen in Port of Spain die Zeugenvernehmungen. Einen zentralen Punkt der Vernehmungen nahm die Ermittlung von Calderons korrektem Alter ein, was sich schwierig gestaltete, da es keine schriftlichen Unterlagen gab und Zeugen im Bemühen, Picton zu schaden, unglaubwürdige Angaben machten; Calderons Mutter gab beispielsweise zeitweise Lebensdaten an, die rückwirkend bedeutet hätten, dass Calderon mit sieben Jahren Ruiz’ Mätresse geworden wäre. In London hingegen verschob sich das Interesse auf die Frage, inwieweit spanisches Recht Folter tatsächlich erlaubte.
Picton wurde am 24. Februar 1806 der illegalen Folter für schuldig befunden, ein Revisionsverfahren wurde angestrengt, der Beginn zog sich aber hin. Im Februar 1808 starb Fullarton, im Juni desselben Jahres wurde das Verfahren gegen Picton neu eröffnet. Luisa Calderon lebte mittlerweile seit fünf Jahren in Großbritannien, hatte Englisch gelernt und benötigte keinen Dolmetscher mehr. Erneut musste sie die Folterung schildern und die Narben an ihren Handgelenken vorzeigen. Die Einschätzung des Gerichts war diesmal aber eine andere; Picton wurde freigesprochen. Luisa Calderon, aus dem öffentlichen Interesse verschwunden und nach dem Tode Fullartons ohne Bezugsperson in Großbritannien, bat über ihren Anwalt um einen Pass für die Rückkehr nach Trinidad. Über ihr weiteres Schicksal ist nichts bekannt.
Bis ins 20. Jahrhundert hinein gingen Historiker davon aus, dass Calderon das ihr zur Last gelegte Verbrechen in der Tat begangen hatte. Heute wird eher davon ausgegangen, dass Ruiz den Diebstahl nur vortäuschte und versuchte, ihn Calderon in die Schuhe zu schieben, da er von ihrem Verhältnis mit Gonzales wusste.